# Fort Beversreede
Fort Beversreede was een fort in voormalig Nieuw-Nederland. Het werd door Peter Stuyvesant gebouwd in 1648 om de positie in dat deel van Nieuw-Nederland te versterken. Enkele jaren eerder had namelijk Peter Minuit, de eerdere directeur-generaal van de Nederlandse kolonie, in naam van de koning van Zweden in dat gebied de kolonie Nieuw-Zweden gesticht. Gouverneur Johan Printz van Nieuw-Zweden antwoordde hierop door een fort precies voor het Nederlandse fort te bouwen, zodat de indianen het eerst in contact zouden komen met de Zweden.
Het fort werd vrij snel verlaten om in 1651 plaats te maken voor het zuidelijker en tactischer gelegen Fort Casimir. Op de plaats van het fort is later de stad Philadelphia gebouwd.